# Дахлак (архипелаг)
Архипела́г Дахла́к (тигринья ዳህላክ, англ. Dahlac Archipelago) — группа островов в Красном море недалеко от города Массауа (Эритрея). На жемчужном промысле в том виде, в каком он был известен древним римлянам, до сих пор ещё ведётся добыча жемчуга, хотя и в незначительных объёмах. Крупнейший архипелаг островов Эритреи.

## Происхождение названия
Считается, что название архипелага происходит от арабского «Dah’ala», которое переводится как «ворота ада».

## География

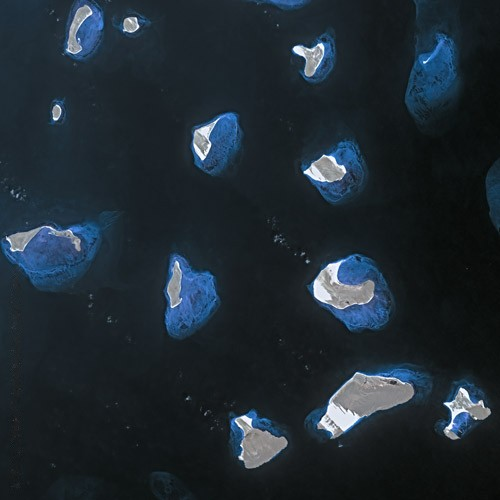
Спутниковый снимок архипелага

Архипелаг составляют два крупных и множество небольших островов. Самым крупным и наиболее населённым островом является Дахлак. Острова изобилуют морской фауной и морскими птицами и представляют определённый интерес для туристов.
Другие обитаемые острова архипелага Дахлак, кроме острова Дахлак: Дхуладхия (Dhuladhiya), Дехель (Dohul), Эрва (Erwa), Харат (Harat), Хармиль (Hermil), Исра-Ту (Isra-tu), Неэлег (Кубари, Nahaleg), Нора (Norah) и Шумма (Shumma), хотя не все из них постоянно обитаемы.

## История
Дж. Хантингфорд (G.W.B. Huntingford) идентифицировал группу островов возле города Адулиса, называемую «Алалайоу» («Alalaiou») в «Перипле Эритрейского моря», где велась добыча черепаховых панцирей, как архипелаг Дахлак. По мнению Э. Уллендорффа, обитатели островов Дахлак приняли ислам одними из первых в Восточной Африке, о чём свидетельствует ряд надгробий с куфическими надписями. В VII веке на архипелаге возникло независимое исламское государство. Однако впоследствии острова были завоёваны Йеменом, затем с перерывами негусом Эфиопии, затем малыми княжествами Абиссинии и около 1559 года — турками-османами, которые подчинили острова паше в Суакине.
В конце XIX века острова вошли в состав итальянской колонии Эритрея, которая образовалась в 1890 году. На островах тогда мало что было кроме тюрьмы, открытой итальянской колониальной администрацией.
После того, как Эфиопия примкнула к СССР в период холодной войны после прихода к власти Дерга, на архипелаге Дахлак находилась военно-морская база Советского Союза (933 ПМТО). В 1990 году Эфиопия уступила контроль над архипелагом Дахлак и североэритрейским побережьем движению за независимость Эритреи (Народный фронт освобождения Эритреи), а к 1991 году Эфиопия утратила контроль над всей территорией Эритреи. После признания независимости Эритреи международным сообществом в 1993 году острова Дахлак стали частью Эритреи.
В 2007-2012 гг. на острове Кебир предположительно был построен частный курорт, принадлежащий королевской семье Катара, имеющий несколько бунгало, бассейнов, опреснительную установку и взлётно-посадочную полосу. Затраты на постройку курорта оцениваются в 100 млн.долл. США. Инициатива о строительстве курорта была частью активной внешней политики Катара в регионе, предполагавшей среди прочего посредничество в пограничном урегулировании между Джибути и Эритреей.
Арабские источники отмечают предположительное присутствие Израиля на островах Дахлак и Фатма. Достигнутые договорённости с президентом Эритреи Исайясом Афеворки дают возможность осуществлять наблюдение за близлежащими государствами, а также разместить площадку для хранения ядерных отходов. Информация о присутствии израильских военных на островах также изложена в отчёте Stratfor 2012 года, на который ссылались ряд израильских СМИ, отмечавших также присутствие вооружённых сил Ирана в Эритрее.
На небольшом острове Нокра в период итальянской колонизации находилась итальянская тюрьма, а с конца 1970-х до 1991 года размещался пункт материально-технического обеспечения (933 ПМТО) Военно-морского флота СССР.

## Население
Только на четырёх островах архипелага постоянно проживает население. Жители архипелага говорят на языке дахлик. На некоторые из островов можно добраться по морю из Массауы.